# Charles Collé
Pour les articles homonymes, voir colle (homonymie).

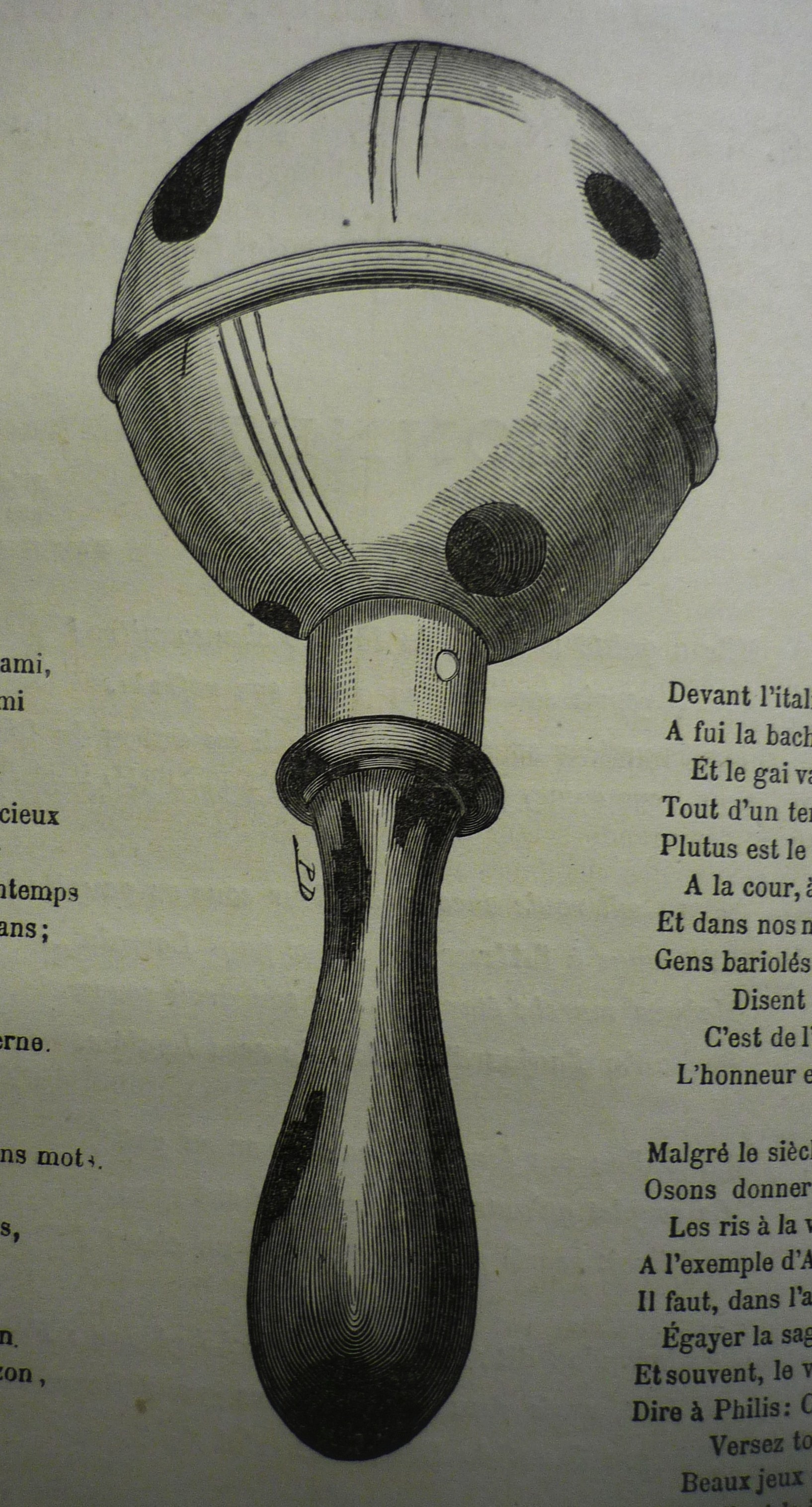
Le grelot de Collé, relique emblématique de la Société du Caveau

Charles Collé, né à Paris le 14 avril 1709 et mort dans la même ville le 3 novembre 1783, est un chansonnier, dramaturge et goguettier français.

## Biographie
Charles Collé est le fils d'un substitut du procureur du roi au Châtelet de Paris et cousin du dramaturge Jean-François Regnard. Son père le destine aux études de droit, mais il s'en détourne pour s'adonner à la chanson, ce qui ne l'empêche pas de mener, parallèlement, une carrière fructueuse dans les affaires.
Il se lie avec plusieurs célèbres chansonniers de son temps : Alexis Piron, Pierre Gallet et, par l'intermédiaire de ce dernier, Charles-François Panard. Il commence par composer des vers amphigouriques, puis se lie avec Crébillon fils et devint en 1729 l'un des premiers membres de la Société du Caveau, si célèbre par sa gaieté.
En parallèle, il est d'abord attaché, pendant près de vingt ans, à un riche financier, M. de Meulan, receveur général de la généralité de Paris, puis au duc d'Orléans, grand amateur de chansons et de théâtre de société, qui le nomme son lecteur et son secrétaire. Cette charge lui vaut des intérêts dans les fermes, ainsi que quelques gratifications qui arrondissent sa fortune.
Collé compose de nombreuses chansons, souvent égrillardes, dont il publie les moins osées dans des recueils intitulés Chansons joyeuses, mises au jour par un âne onyme, onissime, avec un très grand succès. Melchior Grimm, dans sa Correspondance littéraire (février 1763), n'hésite pas à le comparer à Anacréon. Occasionnellement, il compose des chansons patriotiques, dont la plus célèbre, La prise de Port-Mahon (1756), lui vaut une pension de 600 livres.
Dans un deuxième temps de sa carrière, il compose pour le théâtre du duc d'Orléans une foule de pièces et de parades fort gaies, qui le font surnommer « le Corneille de la parade », et dont plusieurs furent ultérieurement recueillies dans le Théâtre des Boulevards (1756).
Dans un troisième temps, il donne des comédies plus ambitieuses, quoique toujours légères, plus longues et plus travaillées, plus élégantes et plus vraies aussi, comme Le Galant Escroc ou La Vérité dans le vin. Il est encouragé dans cette veine par sa femme, qu'il avait épousée sur le tard, en 1757, et qui voulait qu'il devînt un véritable écrivain.
Enfin, Collé cherche à sortir du cadre restreint des théâtres de société et fait recevoir une de ses pièces à la Comédie-Française, Dupuis et Desronais, comédie larmoyante qui eut 17 représentations en 1763. Son second ouvrage dans ce genre, La Partie de chasse de Henri IV, quoique représentée chez son protecteur en 1762, est toutefois interdit à Paris jusqu'à la mort de Louis XV, en 1774. Cette pièce, qui figure en tête de son Théâtre de société, remporte en dépit de l'interdiction un grand succès après l'avènement de Louis XVI et demeure aujourd'hui son œuvre la plus célèbre. Dans cette comédie se trouve la chanson Vive Henri IV qui rencontre une très grande popularité durant plusieurs décennies.
La carrière de Collé souffrit du changement de ton qui apparaît vers 1766 dans la société du duc d'Orléans à la suite de la liaison de celui-ci avec Madame de Montesson. Un souci affiché de respectabilité le fait progressivement mettre à l'écart, tandis que triomphe Carmontelle. Sa pièce La Veuve tombe à la Comédie-Française en 1770. Ces circonstances, avec la perte de sa femme, attristent sa vieillesse.
Dans son Journal historique ou Mémoires littéraires (Paris, 1807, 3 volumes in-8), publié après sa mort mais couvrant la période 1748-1772, il règle ses comptes avec ses concurrents et ses ennemis. Il s'y montre superficiellement libertin et gai, mais au fond amer et conservateur, détestant les comédiens, les Philosophes, l'Académie française, Voltaire et Rousseau.

## Œuvres
Sainte-Beuve a vu en Collé un témoin historique et moral de son temps.
Les pièces qu'il a composées pour le duc d'Orléans ont été réunies sous le titre de Théâtre de société, 1768, 2 volumes in-8. Quelques-unes de ses parades se trouvent, mais tronquées et défigurées, dans le Théâtre des Boulevards, 1756.
Le recueil de ses chansons, publié en 1807, forme 2 volumes in-18.
- La Mère rivale, 1745
- La Vérité dans le vin ou les désagréments de la galanterie, comédie en 1 acte et en prose, 1747
- Daphnis et Églé, musique de Rameau, 1753
- Charles Collé, La Partie de chasse de Henri IV (œuvre littéraire), [lire en ligne]., 1762
- Dupuis et Desronais, comédie en 3 actes et en vers libres, représentée pour la première fois par les comédiens français ordinaires du Roi le 17 janvier 1763
- L'Île sonnante, musique de Monsigny, 1768
- La Veuve, comédie, 1770
- La Tête à perruque ou le Bailli, petit conte dramatique en 1 petit acte et en prose, 1777
- Journal historique ou Mémoires littéraires, Paris, 1807, 3 volumes in-8 ; rééd. par. H. Bonhomme, 1868

## Pour approfondir